# Nordkoreas håndboldlandshold (damer)
 Der er for få eller ingen kildehenvisninger i denne artikel, hvilket er et problem. Du kan hjælpe ved at angive troværdige kilder til de påstande, som fremføres i artiklen.

Nordkorea håndboldlandshold er det nordkoreanske landshold i håndbold for kvinder. Holdet bliver kontrolleret af den nordkoreanske stat. De reguleres af Handball Association of the Democratic People's Republic of Korea.
Landsholdet deltog for første gang i en international konkurrence i håndbold da de deltog under Asienmesterskabet 2010 hvor de kom på en femteplads.